# 광복전후기 우체통
광복전후기 우체통(光復戰後期 郵遞筒)은 1940년대 초반에 한국에서 제작된 것으로 추정되는 우체통으로 일제강점기 우편 마크 위에 광복 이후 한국의 우편 마크를 덧칠한 흔적이 있어 광복전후 과도기의 체신행정을 보여주고 있다. 2009년 4월 22일 대한민국의 국가등록문화재 제437호로 지정되었다.

## 형태
광복 전후기 우체통은 직경 50cm, 높이 130cm로 원기둥형의 철제로 되어 있으며, 오늘날의 우체통과 같이 빨간색으로 칠해져 있다.

## 지정 사유
1940년대 초반에 한국에서 제작된 것으로 추정되는 우체통으로 일제강점기 우편 마크 위에 광복 이후 한국의 우편 마크를 덧칠한 흔적이 있어 광복전후 과도기의 체신행정을 보여주고 있다.

## 참고 문헌
- 광복전후기 우체통 - 국가유산청 국가유산포털